# Kárpátaljai Református Egyházkerület
A Kárpátaljai Református Egyházkerület az Ukrajnában bejegyzett református egyház hivatalos elnevezése. Kálvinista egyház néven is ismert, ugyanis tantételeinek összessége a kálvinizmus teológiai rendszerére épül.

## Története
1921 augusztusában a három egyházmegye képviselői az önálló Kárpátaljai Református Egyházkerület létrehozása mellett döntöttek. Ekkor a kerület 65 ezer gyülekezeti taggal rendelkezett, 77 gyülekezetből, 3 filiából és 3 missziói gyülekezetből állt. A gyülekezetekben 76 lelkész és 5 segédlelkész teljesített szolgálatot. Kárpátalján ebben az időben 51 református iskola működött.
A fennálló csehszlovák hatalom 1927-ig halogatta a református egyház anyagi támogatását. Több iskolát az egyházvezetők megkérdezése nélkül államosítottak. A magyar lelkészeknek nem adtak automatikusan állampolgárságot, és a csehszlovák állam nem ismerte el az egyház vezetőségét.
1939 márciusában a Kárpátaljai Református Egyház visszakerült a magyarországi anyaegyház kötelékébe.
A szovjet csapatok 1944 októberi kárpátaljai bevonulása után az egyház ismét elszakadt az anyaegyházról, és az egyházi élet csaknem teljesen megbénult. A háború idején is szolgáló mintegy 100 lelkész közül 40 elhagyta szolgálati helyét.
A szovjet hatóságok elkobozták és államosították a parókiákat, egyházi iskolákat, könyvtárakat, négy egyházi nyomdát; több templomot bezártak. Az egyház elveszítette jogi státuszát, védtelenné vált. Egyházi struktúra gyakorlatilag nem létezett. A gyülekezetek kizárólag állami működési engedéllyel működhettek. Tiltott volt az evangelizáció, a hittanoktatás és a templomon kívüli szolgálat (a temetéseket kivéve). A lelkészek mozgását korlátozták, a Biblia, a vallásos irodalom nyomtatását, terjesztését vagy behozatalát pedig betiltották. Totális ateista propaganda lépett életbe. Jellemző volt a lelkészek deportálása, mártíromsága, és a külső kapcsolatok teljes hiánya.
A hetvenes években Kárpátalja 81 gyülekezetében mindössze 20 lelkész szolgált. A lelkészi utánpótlás lehetősége gyakorlatilag nem létezett.
1974-ben a Magyarországi Református Egyház közreműködésével engedélyt kapott az egyház két fiatal lelkész felkészítésére, saját keretein belül.
Tóth Károly, későbbi budapesti püspök, Szovjetunióbeli kapcsolatai révén elérte, hogy magyar nyelvű Bibliákat és énekeskönyveket juttathassanak el Kárpátaljára.
Az igazi enyhülést a peresztrojka és a Szovjetunió szétesése hozta meg. 1988-ban először két teológus hallgató kapott engedélyt arra, hogy külföldön tanuljon. A Nagyberegi Református Líceum 1993-ban nyitotta meg kapuit 21 diákkal. A másik két gimnáziumban, Nagydobronyban és Tivadarfalván 1995-ben indult be az oktatás. A 2020-as évekre a három gimnáziumban összesen több mint 300 diák tanul. Nagydobronyban 1999 szeptemberében egyházi elemi iskola is nyílt.

## Egyházmegyék
A Kárpátaljai Református Egyházkerület három egyházmegyét foglal magába:
- Beregi Egyházmegye
- Máramaros-Ugocsai Egyházmegye
- Ungi Egyházmegye

## Külső hivatkozások
- A Kárpátaljai Református Egyház honlapja
- A Kárpátaljai Református Egyház gyülekezetei